# Bouira Lahdab
Bouira Lahdab (em árabe: بويرة األحدب) é uma cidade e comuna localizada na província de Djelfa, Argélia. Segundo o censo de 2008, a população total da cidade era de 10 993 habitantes.